# 第一次世界大戦を題材とした作品一覧

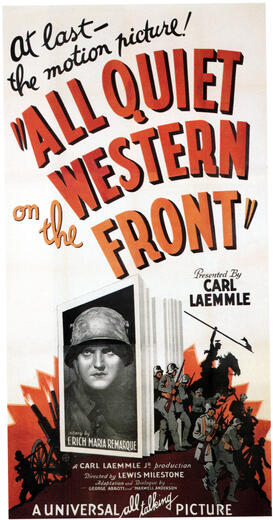
映画『西部戦線異状なし』(1930)のポスター。

第一次世界大戦を題材とした作品一覧（だいいちじせかいたいせんをだいざいとしたさくひんいちらん）では、第一次世界大戦を題材とした作品を列挙する。

## 文学
- モーリス・ルブラン『オルヌカン城の謎』(1915)
- アンリ・バルビュス 『砲火（英語版）』(1916)
- アーサー・コナン・ドイル『最後の挨拶』(1917)
- レベッカ・ウェスト（英語版）『兵士の帰還（英語版）』(1918)
- エルンスト・ユンガー 『鋼鉄の嵐の中で』(1920)
- ロマン・ロラン『ピエールとリュース（英語版）』(1920)
- ヤロスラフ・ハシェク 『兵士シュヴェイクの冒険』 (1921)
- L・M・モンゴメリ 『アンの娘リラ（赤毛のアンシリーズ第8作目）』(1921)
- カール・クラウス 『人類最期の日々（ドイツ語版）』(1922)
- E・E・カミングス『巨大な部屋（英語版）』(1922)
- エドマンド・ブランデン『戦争余韻（英語版）』(1922)
- ハワード・フィリップス・ラヴクラフト『死体蘇生者ハーバート・ウェスト』(1922)
- ハンス・カロッサ 『ルーマニア日記』 (1924)
- Ralph Hale Mottram『The Spanish Farm』(1924)
- フォード・マドックス・フォード『パレーズ・エンド（英語版）』(1924-1928)
- ウィリアム・フォークナー『兵士の報酬（英語版）』(1926)
- ロバート・C・シェリフ『旅路の果て（英語版）』(1928)[1]
- ウィリアム・サマセット・モーム『アシェンデン』(1928)
- アーネスト・ヘミングウェイ 『武器よさらば』(1929)
- エーリヒ・マリア・レマルク 『西部戦線異状なし』(1929)
- ロバート・グレーヴス 『さらば古きものよ（英語版）』(1929)
- フレデリック・マニング（英語版）『The Middle Parts of Fortune』(1929)
- リチャード・オールディントン『ある英雄の死（英語版）』(1929)
- ジークフリード・サスーン（英語版）『Memoirs of an Infantry Officer（英語版）』(1930)
- チャールズ・エール・ハリソン（英語版）『将軍はベッドで死ぬ（英語版）』(1930)
- ジェームズ・ハンリー（英語版）『The German Prisoner』(1930)
- ルイ＝フェルディナン・セリーヌ『夜の果てへの旅』(1932)
- ヴェラ・ブリテン（英語版）『テスタメント・オブ・ユース（英語版）』(1933)[2]
- エミリオ・ルッス 『戦場の一年』(1937)
- ムルク・ラージ・アーナンド（英語版）『黒いわだつみを越えて（英語版）』(1939)
- ダルトン・トランボ 『ジョニーは戦場へ行った』(1939)
- ヒュー・マクレナン（英語版）『気圧計上昇中（英語版）』(1941)
- Will R. Bird『Ghosts have Warm Hands』(1968)
- ジェラルディン・マコックラン『ジャッコ・グリーンの伝説（英語版）』(1999)

## 映画
「Category:第一次世界大戦の映画」「戦争映画#第一次世界大戦」を参照。

## ゲーム
- バリアント ハート ザ グレイト ウォー
- Verdun
- Wings
- Wings 2 : Aces High
- バトルフィールド1
- カイザーライヒ（hoi2、4）